# Rhus integrifolia
Rhus integrifolia är en sumakväxtart som först beskrevs av Thomas Nuttall, och fick sitt nu gällande namn av Benth. & Hook. f. och Brewer & S. Wats.. Rhus integrifolia ingår i släktet sumaker, och familjen sumakväxter. Utöver nominatformen finns också underarten R. i. cedrosensis.